# クリート・ボイヤー
クリーティス・リロイ・ボイヤー（Cletis Leroy Boyer、1937年2月9日 - 2007年6月4日）は、アメリカ合衆国・ミズーリ州バリー郡アルバ出身の元プロ野球選手（内野手）、コーチ。
父はフランス人で、母はドイツ人。そのため、フランス系アメリカ人及びドイツ系アメリカ人である。

## 経歴

### プロ入りまで
両親はアメリカに渡ってミズーリ州バリー郡アルバという人口500人程の小さな町に住みつき、苦しい暮らしの中で男6人、女7人の13人の子供をもうけた。後に男兄弟は6人全員がプロ野球選手となっており、そのうち長兄のクロイドと次兄のケン、四男クリートの3人がメジャーリーガーである。。長男のクロイドはヤンキースで通算26勝を挙げた投手で、次男のケンはカージナルスの花形三塁手であった。なお三男レン、五男ロン、六男ボブは3A級でプレーしている。
ボイヤーは13人兄弟の四男として生まれ、電気も下水道も無い小さな家で育った。ボイヤーの父は野球が大好きで、子供たちが野球をして遊んでいるといつもそれをニコニコして見ていたという。

### メジャー・リーグ時代
アルパミズーリ高等学校卒業後、ジャッキー・ロビンソンやミッキー・マントルを見出だした伝説的なスカウトのグリーンウェイドに見出され、1955年5月31日にカンザスシティ・アスレチックスと契約。その資質はずば抜けていたため、マイナーリーグを経験せずにメジャーデビューを果たす。高校卒業5日後の6月5日のレッドソックス戦（ミュニシパル）にイーノス・スローターの代走で初出場。ボイヤーが引っ込んだ後、リリーフとして打順に入ったのは、長兄のクロイドであった。同14日のレッドソックス戦（フェンウェイ）ではフランク・サリバンから18歳にして初安打を放ち、2打数2安打を記録。
1957年シーズン途中にニューヨーク・ヤンキースへ移籍。1958年はマイナーで過ごしたが、1959年にメジャー昇格を果たす。1960年から正三塁手に定着し、同年から1964年にかけてアメリカンリーグ5連覇、1961年・1962年の2年連続ワールドシリーズ優勝に貢献。1961年のレッズとのワールドシリーズ第1戦では、再三にわたって試合の流れを変えるファインプレーを披露し、この試合の殊勲者としてスポットライトを浴びた。カージナルスとの対決となった1964年のワールドシリーズでは、次男のケン（カージナルス）との顔合わせが実現、「兄弟シリーズ」として話題になった。
1967年にはアトランタ・ブレーブスへ移籍し、1969年にはナショナル・リーグのゴールドグラブ賞を獲得している。1971年、クリートは「アトランタ・ブレーブスは満足なコーチが1人もいない」と痛烈にフロントを批判したが、これによって首脳陣からトラブルメーカーと見なされることになった。そのうえゼネラル・マネージャーのポール・リチャーズとは起用法と年俸をめぐって感情的に対立し、「トレードに出してくれ」と直訴して自由契約になったものの、ブレーブスはクリートに興味を示したメジャー他球団との契約を阻害した。
1971年途中からはアメリカ独立リーグのハワイ・アイランダースでプレーした。

### 大洋時代
1972年には「まだまだやれることをアメリカ中にみせてやりたい」と、オファーがあった大洋ホエールズへ入団。年俸が、メジャー時代に稼いでいた日本円にして約2100万円から半分以下の900万円になっても日本でプレーすることを望んだ。
ボイヤーのひた向きな練習態度、ナインに溶け込むべく見せるユーモア、徹底した食事管理に選手や首脳陣は、すぐに一目置くようになった。
ジョン・シピンや打撃投手兼通訳の古賀英彦と昼夜問わず行動を共にし、古賀にモーニングコールを兼ねた朝の挨拶をしてもらい、試合中はベンチ内で隣り合い、終了後も小料理屋やバーなどに誘って一緒に酒を飲み明かしていた。
大洋では、シピン・米田慶三郎・松原誠と12球団屈指の守備力を誇る内野陣を形成した。コーチ兼任となった1973年は有効投票数65のうち長嶋茂雄と同票の25票で、1974年には長嶋を退けて、三塁手部門でダイヤモンドグラブ賞を受賞している。日米両方でこれを受賞したのはボイヤーが初めてである。1973年のダイヤモンドグラブ賞では長嶋と同票、しかも失策数は長嶋の12個に対し、ボイヤーは14個であったが、長嶋がグラブに触れずに外野へ抜けた打球があったのに対し、守備範囲の広さを誇っていたボイヤーは広範囲に渡って打球に追いついたため結果として公式記録員によって失策と判断されてしまうケースが多々あった。同僚のシピンは、この年の二塁手部門で職人と呼ばれた中日の高木守道を24票対23票で振り切り、2年連続ダイヤモンドグラブ賞を受賞しているが、このふたりが組んだ併殺プレーは圧巻であった。膝をついたまま投げるボイヤーの送球を素早くキャッチしたシピンがスナップ・スロー（一塁手の松原誠曰く「捕球するのが恐ろしいくらい速くて重い送球」）で打者走者を一塁で刺す流れるようなプレー、あるいはシートノック見たさに、足しげく川崎球場に通った野球通も少なくなかったと言われている。
ボイヤーは、打球に対しては基本的に「グラブで捕球するのではない。グラブで打球を止めている感じ。こぼれても止めてさえすれば、スローイングを早くすることでアウトにできる」と考えており、グラブでガッチリ捕るというよりはグラブでいったん打球の勢いをそぎ落とし、後は正確なスローイングで刺した。三塁線の球際に強く、捕球から送球までも早かった。巨人の川上哲治監督曰く「グラブだけでメシが食える」選手で、ネット裏の目の肥えたベテラン記者たちはその華麗なグラブさばきと、積極果敢な打球への対応に唸っていた。シーズンオフの契約更改では年俸交渉を一切せず「君らの評価通りの金額を書き込んでくれ」と言い残し、契約書の金額欄を白地のまま署名だけして帰国。また、戦力外になりかけていた高木由一をチームに残すよう進言している。ボイヤーは退団時に自らの背番号を高木に譲ったほど目をかけていたが、高木は期待通り1977年から2年連続3割20本塁打を記録、通算でも打率.295、102本塁打を記録する好打者に成長した。
ボイヤーは1975年には選手専任に戻ったが、同年限りに現役を引退。

### 引退後
引退後も大洋に残って一軍内野守備コーチ（1976年）を務めたが、実質的にはヘッドコーチ格として秋山登監督を補佐。夏以降は秋山に代わってチームの采配を任され、攻撃・守備に関する最終的な権限を握るようになっていた。ベンチでは選手達が、ボイヤーと秋山を顔色を見比べながら戦うというおかしな雰囲気となり、結局、ボイヤーが指揮を執っても成績は好転せず、9月には秋山に指揮権が戻った。コーチとしては、巨人へのトレード話が持ち上がっていた田代富雄を一軍に抜擢。秋山監督の田代に対する評価は「入団して3年目、これ以上の伸びしろはないだろう。」という低いものだったが、ボイヤーは「田代は、近い将来クリーンアップを打てる打者だ。俺は来年彼を一軍に推薦する。」と意見してトレードを止めさせた。またゴールデンルーキーとして期待されながら、プロの壁にぶつかっていた山下大輔を一流の遊撃手へ育て上げた。同年夏にはその指導力の高さから次期監督候補にも名があがっていたが、コーチの人選などでボイヤーの意見が通らず、大洋球団初の外国人監督は実現はしなかった。
帰国後は古巣・ブレーブスのマイナーリーグコーチを経て、アスレチックス（1980年 - 1985年）、ヤンキース（1988年, 1992年 - 1995年）でコーチを歴任。コーチ時代はビリー・マーチン、バック・ショーウォルターとコンビを組み、ヤンキース時代にはデレク・ジーターを育てた。主に三塁ベースコーチを務め、1994年には監督に次ぐNo.2のダッグアウトコーチとなる。
1989年には同年新設された35歳以上のメジャーOBによるシニアリーグで、ブラデンドン・エクスプローラーズ監督に就任。リッチ・ゲイル（元阪神）、デーブ・レーシッチ（元広島）、ゲーリー・レーシッチ（元中日）、ビル・マドロック（元ロッテ）など日本でプレー経験のある選手も多く参加した。
退団後の2000年からはクーパーズタウンにレストラン「ボイヤーのハンバーガーの殿堂」を出店。メニューには「ヨギのスペシャルミートボールサブ」、「ミッキー・マントルチーズバーガーデラックス」、「レジーベジーバーガー」、「ボビー・リチャードソンチーズバーガー」、「ロジャー・マリスハンバーガーデラックス」、「ホワイティ・フォードブルーチーズバーガー」など、ヤンキースの様々な不朽の名選手にちなんで名付けられたサンドイッチとハンバーガーがあった。ボイヤーは、訪問者とおしゃべりをしたり、写真やその他の記念品に丁寧に署名したりするなど、レストランでよく見かけた。
2007年6月4日、脳内出血のためジョージア州アトランタ市内の病院で逝去。満70歳没。

## 人物
- NPB1年目のオープン戦で九州へ行った際、ボイヤーは歓迎会を兼ねてフグ料理屋へ連れて行かれた。ヘッドコーチの青田昇が「これはうまいんだ。食べてみろ」とフグをすすめたが、フグを食べる習慣のないボイヤーは「毒があるじゃないか」と顔をしかめた。青田が「資格を持つ一流料理人が調理したもので、毒はすべて洗い流してあるのだ」と解説すると、ようやく安心して箸をつけた。そのあとのボイヤーはフグばかりか生ウニ、生ガキ、ヒレ酒まで食べ、大満足でホテルへ引き揚げたが、翌朝ホテルのベッドで腹痛を起こし、入院する羽目になった。診察の結果は幸いにも「軽い食当たり」であったため、2日ほど休養した後、佐賀での近鉄戦に出場。元気になったものの動きの方はさっぱりであったので、これをきっかけに太り気味だったボイヤーは本格的に食事制限に取り組むようになった。昼間はビターの板チョコ1枚だけ、夕食もステーキはサーロインではなくヒレの赤身だけにし、生野菜をボウル一杯食べて減量したという。
- 夏場に二軍選手も呼んで自宅で行ったボイヤー主催のバーベキューパーティーは恒例行事となっていた。
- 王貞治を「練習態度、試合でのマナー、バッティング、どれをとってもメジャー級のスターだ」と尊敬していた。王が酷いスランプに陥った時、見かねたボイヤーは「王さんにアドバイスしたい」と通訳を介して王にコンタクトを取り、試合前の短い時間ばかりでなく、試合後もボイヤーのマンションで長時間語り合っていたという[12]。
- 周囲の選手はボイヤーを「ティーチャー」と呼んで慕い[13]、ボイヤーの教えを受けた者が後にコーチとなって技術を伝承したため、大洋→横浜を通じて鉄壁の内野陣が代々継承されている。
- ジョン・シピンからは「サー」と呼ばれた。
- 横浜の名外国人スカウトであった牛込惟浩は、ボイヤーとの出会いは自身にとって大きいもので、自身の後のスカウト活動に役に立ったと述懐している[14]。
- ハワイで行われた名球会×メジャーOB連合のエキシビジョンゲームでは稲尾和久から適時打を放っている。

## 詳細情報

### 年度別打撃成績
| 年 度     | 球 団     | 試 合 | 打 席 | 打 数 | 得 点 | 安 打 | 二 塁 打 | 三 塁 打 | 本 塁 打 | 塁 打 | 打 点 | 盗 塁 | 盗 塁 死 | 犠 打 | 犠 飛 | 四 球 | 敬 遠 | 死 球 | 三 振 | 併 殺 打 | 打 率 | 出 塁 率 | 長 打 率 | O P S |
| --------- | --------- | ----- | ----- | ----- | ----- | ----- | -------- | -------- | -------- | ----- | ----- | ----- | -------- | ----- | ----- | ----- | ----- | ----- | ----- | -------- | ----- | -------- | -------- | ----- |
| 1955      | KCA       | 47    | 82    | 79    | 3     | 19    | 1        | 0        | 0        | 20    | 6     | 0     | 0        | 0     | 0     | 3     | 0     | 0     | 17    | 3        | .241  | .268     | .253     | .521  |
| 1956      | KCA       | 67    | 143   | 129   | 15    | 28    | 3        | 1        | 1        | 36    | 4     | 1     | 1        | 2     | 0     | 11    | 1     | 1     | 24    | 2        | .217  | .284     | .279     | .563  |
| 1957      | KCA       | 10    | 0     | 0     | 0     | 0     | 0        | 0        | 0        | 0     | 0     | 0     | 0        | 0     | 0     | 0     | 0     | 0     | 0     | 0        | ----  | ----     | ----     | ----  |
| 1959      | NYY       | 47    | 124   | 114   | 4     | 20    | 2        | 0        | 0        | 22    | 3     | 1     | 0        | 3     | 1     | 6     | 2     | 0     | 23    | 2        | .175  | .215     | .193     | .408  |
| 1960      | NYY       | 124   | 431   | 393   | 54    | 95    | 20       | 1        | 14       | 159   | 46    | 2     | 3        | 7     | 5     | 23    | 1     | 3     | 85    | 7        | .242  | .285     | .405     | .690  |
| 1961      | NYY       | 148   | 578   | 504   | 61    | 113   | 19       | 5        | 11       | 175   | 55    | 1     | 3        | 1     | 8     | 63    | 4     | 2     | 83    | 13       | .224  | .308     | .347     | .656  |
| 1962      | NYY       | 158   | 633   | 566   | 85    | 154   | 24       | 1        | 18       | 234   | 68    | 3     | 2        | 5     | 8     | 51    | 8     | 3     | 106   | 17       | .272  | .331     | .413     | .745  |
| 1963      | NYY       | 152   | 596   | 557   | 59    | 140   | 20       | 3        | 12       | 202   | 54    | 4     | 2        | 2     | 2     | 33    | 11    | 2     | 91    | 5        | .251  | .295     | .363     | .657  |
| 1964      | NYY       | 147   | 554   | 510   | 43    | 111   | 10       | 5        | 8        | 155   | 52    | 6     | 1        | 3     | 4     | 36    | 11    | 1     | 93    | 12       | .218  | .269     | .304     | .573  |
| 1965      | NYY       | 148   | 561   | 514   | 69    | 129   | 23       | 6        | 18       | 218   | 58    | 4     | 1        | 2     | 4     | 39    | 10    | 2     | 79    | 16       | .251  | .304     | .424     | .728  |
| 1966      | NYY       | 144   | 558   | 500   | 59    | 120   | 22       | 4        | 14       | 192   | 57    | 6     | 0        | 4     | 6     | 46    | 4     | 2     | 48    | 9        | .240  | .303     | .384     | .687  |
| 1967      | ATL       | 154   | 619   | 572   | 63    | 140   | 18       | 3        | 26       | 242   | 96    | 6     | 3        | 0     | 6     | 39    | 3     | 2     | 81    | 14       | .245  | .292     | .423     | .715  |
| 1968      | ATL       | 71    | 291   | 273   | 19    | 62    | 7        | 2        | 4        | 85    | 17    | 2     | 0        | 0     | 0     | 16    | 3     | 2     | 32    | 8        | .227  | .275     | .311     | .586  |
| 1969      | ATL       | 144   | 562   | 496   | 57    | 124   | 16       | 1        | 14       | 184   | 57    | 3     | 7        | 4     | 3     | 55    | 6     | 4     | 87    | 16       | .250  | .328     | .371     | .699  |
| 1970      | ATL       | 134   | 525   | 475   | 44    | 117   | 14       | 1        | 16       | 181   | 62    | 2     | 5        | 3     | 5     | 41    | 8     | 1     | 71    | 11       | .246  | .305     | .381     | .686  |
| 1971      | ATL       | 30    | 108   | 98    | 10    | 24    | 1        | 0        | 6        | 43    | 19    | 0     | 0        | 1     | 1     | 8     | 2     | 0     | 11    | 1        | .245  | .299     | .439     | .738  |
| 1972      | 大洋      | 99    | 372   | 347   | 38    | 99    | 12       | 0        | 18       | 165   | 51    | 0     | 3        | 1     | 0     | 22    | 1     | 2     | 38    | 10       | .285  | .332     | .476     | .807  |
| 1973      | 大洋      | 86    | 333   | 306   | 22    | 69    | 13       | 0        | 14       | 124   | 39    | 0     | 2        | 1     | 2     | 24    | 1     | 0     | 43    | 13       | .225  | .280     | .405     | .685  |
| 1974      | 大洋      | 118   | 458   | 432   | 44    | 122   | 16       | 1        | 19       | 197   | 65    | 0     | 0        | 1     | 2     | 22    | 0     | 1     | 48    | 13       | .282  | .317     | .456     | .773  |
| 1975      | 大洋      | 116   | 426   | 401   | 38    | 92    | 10       | 1        | 20       | 164   | 63    | 1     | 1        | 2     | 1     | 21    | 0     | 1     | 52    | 16       | .229  | .269     | .409     | .678  |
| MLB：16年 | MLB：16年 | 1725  | 6365  | 5780  | 645   | 1396  | 200      | 33       | 162      | 2148  | 654   | 41    | 28       | 37    | 53    | 470   | 74    | 25    | 931   | 136      | .242  | .299     | .372     | .670  |
| NPB：4年  | NPB：4年  | 419   | 1589  | 1486  | 142   | 382   | 51       | 2        | 71       | 650   | 218   | 1     | 6        | 5     | 5     | 89    | 2     | 4     | 181   | 52       | .257  | .300     | .437     | .737  |

### 表彰
MLB
- ゴールドグラブ賞：1回 （1969年）

NPB
- ダイヤモンドグラブ賞：2回 （1973年、1974年）

MLBとNPBの両方でゴールドグラブ（ダイヤモンドグラブ）を受賞した最初の選手（他にはウェス・パーカー、デーブ・ジョンソン、イチロー）である。

### 記録
NPB
- 初出場・初先発出場：1972年4月11日、対広島東洋カープ1回戦（広島市民球場）、7番・三塁手で先発出場
- 初安打：1972年4月12日、対広島東洋カープ2回戦（広島市民球場）、大石弥太郎から単打
- 初本塁打：1972年4月22日、対中日ドラゴンズ2回戦（川崎球場）、星野仙一からソロ

### 背番号
- 12 （1955年 - 1957年）
- 34 （1959年 - 1961年途中）
- 6 （1961年途中 - 1971年、1973年 - 1976年、1988年途中 - 同年終了、1993年 - 1995年）
- 4 （1972年）
- 41 （1980年 - 1985年）
- 40 （1988年 - 同年途中）
- 47 （1992年）